# Pantitlán (Mexibús)
Pantitlán es una de las 30 estaciones de servicio y Terminal de la Línea 3 del Mexibús, ésta se ubica en la Alcaldía Venustiano Carranza, Ciudad de México.

## Rutas
La terminal cuenta con zona de abordaje y descenso para los sistemas de:
- Express 1 - Dirección Acuitlapilco
- Express 2 - Dirección Chimalhuacán
- Express 2 Rosa - Dirección Chimalhuacán
- Express 3 - Dirección Rayito de Sol
- Ordinario - Dirección Chimalhuacán